# パディントン・ベア
パディントン・ベア（原題：Paddington）は、イギリスの人形アニメ。フィルム・フェア・ロンドンが制作し、1976年から1980年にかけて英国放送協会のBBC Oneで放送された。第2シリーズまで制作され、後にスペシャルも放送された（日本では未放送）。全56話。

## 概要
イギリスの作家マイケル・ボンドの『くまのパディントン』シリーズを原作とする。第1シリーズの全30話が1975年に現地で制作され、翌年1976年に放送された。後に、1979年から翌年1980年にかけて第2シリーズの全26話が放送された。
英国オリジナル版では、原題はPaddingtonであり、第2シリーズからThe Adventures of Paddingtonと改題されるが、日本版では全話共に「パディントン・ベア」で統一されている。
日本では1994年から1997年頃までに、NHK教育テレビ（現：NHK Eテレ）で「プチプチアニメ」枠で放送された。声の出演は下条アトムが担当した。なお、同枠において制作された人形アニメとしては、現時点で最も古い作品となっている。

## ストーリー
くまのパディントン#あらすじを参照。

## 放送日程
主に、イギリスでの放送日を記述する。

### 第1期
1976年1月5日から同年12月29日までに放映。
| 各話   | 放送日         | サブタイトル                         | サブタイトル                          | 使用原作                               |
| 各話   | 放送日         | 邦題                                 | 原題                                  | 使用原作                               |
| ------ | -------------- | ------------------------------------ | ------------------------------------- | -------------------------------------- |
| 第1話  | 1976年1月5日   | このクマをよろしく                   | Please Look After This Bear           | くまのパディントン（第1作）            |
| 第2話  | 1976年1月6日   | クマとお風呂                         | A Bear in Hot Water                   | くまのパディントン（第1作）            |
| 第3話  | 1976年1月7日   | パディントン、地下鉄に乗る           | Paddington Goes Underground           | くまのパディントン（第1作）            |
| 第4話  | 1976年1月8日   | はるばるショッピング                 | A Shopping Expecdition                | くまのパディントン（第1作）            |
| 第5話  | 1976年1月9日   | パディントンとオールドマスターズ     | Paddington and the "Old Master"       | くまのパディントン（第1作）            |
| 第6話  | 1976年1月12日  | お部屋をきれいに                     | A Spot of Decorating                  | パディントンのクリスマス（第2作）      |
| 第7話  | 1976年1月13日  | 家族写真                             | A Family Group                        | パディントンのクリスマス（第2作）      |
| 第8話  | 1976年1月14日  | パディントン、オークションに参加する | Paddington Makes a Bid                | パディントンの一周年記念（第3作）      |
| 第9話  | 1976年1月15日  | 日曜大工                             | Do-it-Yourself                        | パディントンの一周年記念（第3作）      |
| 第10話 | 1976年1月16日  | 神隠しの魔法                         | A Disappearing Trick                  | くまのパディントン（第1作）            |
| 第11話 | 1976年1月19日  | パディントン 厨房にはいるべからず!   | Something Nasty in the Kitchen        | パディントンの一周年記念（第3作）      |
| 第12話 | 1976年1月20日  | コインランドリーにて                 | Trouble at the Launderette            | パディントンの一周年記念（第3作）      |
| 第13話 | 1976年1月22日  | さっぱりしすぎた頭のてっぺん         | Too Much Off the Top                  | パディントン妙技公開（第7作）          |
| 第14話 | 1976年1月23日  | 歯医者さんへ行こう                   | A Visit to the Dentist                | パディントンのラストダンス（第9作）    |
| 第15話 | 1976年5月3日   | パティントンのおそうじ               | Paddington Cleans Up                  | パディントンの大切な家族（第10作）     |
| 第16話 | 1976年12月23日 | 雪が降ったら（32番地のトラブル）     | Trouble at No.32                      | パディントンのクリスマス（第2作）      |
| 第17話 | 1976年5月4日   | パディントンとクリスマスショッピング | Paddington and the Christmas Shopping | パディントンのクリスマス（第2作）      |
| 第18話 | 1976年12月29日 | クリスマス                           | Christmas!                            | パディントンのクリスマス（第2作）      |
| 第19話 | 1976年5月5日   | カリーさん、お風呂にはいる           | Mr.Curry Takes a Bath                 | パディントン、テストをうける（第11作） |
| 第20話 | 1976年5月6日   | パディントン、探偵になる             | Puddington Turns Detective            | パディントンのクリスマス（第2作）      |
| 第21話 | 1976年5月7日   | 修理はおまかせ                       | Paddington and the Cold Snap          | パディントンの煙突掃除（第6作）        |
| 第22話 | 1976年5月10日  | ろう人形館でのトラブル               | Trouble at the Wax work               | ？                                     |
| 第23話 | 1976年5月11日  | パディントンの大掃除                 | Paddington Makes a Clean Sweep        | パディントンの煙突掃除（第6作）        |
| 第24話 | 1976年5月12日  | 甘ったるくてやっかいな時             | A Sticky Time                         | パディントンとテレビ（第5作）          |
| 第25話 | 1976年5月13日  | パディントンの大成功                 | Paddington Hits the Jackpot           | パディントンとテレビ（第5作）          |
| 第26話 | 1976年5月17日  | おかしなゴルフ大会                   | Paddington Hits Out                   | パディントン街へ行く（第8作）          |
| 第27話 | 1976年5月14日  | 病院へお見舞いに                     | A Visit to the Hospital               | パディントン街へ行く（第8作）          |
| 第28話 | 1976年5月18日  | パディントンご推せん                 | Paddington Recommended                | パディントンのラストダンス（第9作）    |
| 第29話 | 1976年5月19日  | 占い                                 | Fortune Telling                       | パディントンフランスへ（第4作）        |
| 第30話 | 1976年5月20日  | 予期せぬパーティー                   | An Unexpected Party                   | パディントンの煙突掃除（第6作）        |

### 第2期
1979年10月22日から1980年4月18日までに放映。カッコ内は第2期としての話数。原題では、このシリーズから"The Adventures of Paddington"へと一新。
| 各話         | 放送日         | サブタイトル                     | サブタイトル                       | 使用原作                               |
| 各話         | 放送日         | 邦題                             | 原題                               | 使用原作                               |
| ------------ | -------------- | -------------------------------- | ---------------------------------- | -------------------------------------- |
| 第31（1）話  | 1979年10月22日 | とんちんかん裁判                 | Paddington in Court                | パディントンの大切な家族（第10作）     |
| 第32（2）話  | 1979年11月7日  | バースデイ・ケーキを焼きました   | Paddington Bakes a Cake            | ？                                     |
| 第33（3）話  | 1979年10月25日 | ごきげん!川へピクニック          | A Picnic on the River              | パディントンの一周年記念（第3作）      |
| 第34（4）話  | 1979年10月26日 | パディントンのお庭               | Paddington's Patch                 | ？                                     |
| 第35（5）話  | 1979年10月29日 | どうにかこうにかハンモック       | In and Out of Trouble              | パディントン、テストをうける（第11作） |
| 第36（6）話  | 1979年11月1日  | ロンドン塔見物                   | Paddington at the Tower            | パディントンロンドンとうへ             |
| 第37（7）話  | 1979年11月2日  | 銀行で大さわぎ                   | A Visit to the Bank                | パディントンフランスへ（第4作）        |
| 第38（8）話  | 1979年11月5日  | 食堂車が空きました               | Paddington Clears the Coach        | Paddington's Blue Peter Story Book     |
| 第39（9）話  | 1979年11月8日  | 浜辺で写真を                     | Picture Trouble                    | ？                                     |
| 第40（10）話 | 1979年1月2日   | ぼくが作った砂の城               | Trouble at the Beach               | くまのパディントン（第1作）            |
| 第41（11）話 | 1979年1月9日   | ムキムキ入門                     | Keeping Fit                        | パディントンの大切な家族（第10作）     |
| 第42（12）話 | 1979年11月9日  | パディントンのゲスト出演         | Paddinton in the Hot Seat          | Paddington on Screen                   |
| 第43（13）話 | 1979年1月23日  | パディントンとミステリーボックス | Paddington and the Mystery Box     | ？                                     |
| 第44（14）話 | 1979年1月30日  | 世界でひとつのジグソーパズル     | Paddington's Puzzle                | Paddington on Screen                   |
| 第45（15）話 | 1979年11月12日 | パディントンのダイエット         | Paddington's Weights in            | Paddington's Blue Peter Story Book     |
| 第46（16）話 | 1979年11月15日 | 切ってしまった・・・             | paddington Takes a Snif            | Paddington on Screen                   |
| 第47（17）話 | 1979年11月16日 | 楽しい芝居見物                   | A Visit to the Theatre             | くまのパディントン（第1作）            |
| 第48（18）話 | 1980年4月8日   | うまい話                         | Paddington Buys a Share            | パディントン妙技公開（第7作）          |
| 第49（19）話 | 1980年3月6日   | かべに扉をつけました             | Paddington in a Hole               | パディントン妙技公開（第7作）          |
| 第50（10）話 | 1980年3月13日  | 最後の仕上げ                     | Paddington and the Finishing Touch | パディントン街へ行く（第8作）          |
| 第51（21）話 | 1980年4月14日  | バーゲン会場にて                 | Trouble in the Bargain Basement    | パディントンの大切な家族（第10作）     |
| 第52（22）話 | 1979年3月27日  | 公園のコンサート                 | An Outing in the Park              | パディントンとテレビ（第5作）          |
| 第53（23）話 | 1980年4月8日   | 今夜はレストラン                 | Paddington Dines Out               | パディントンの一周年記念（第3作）      |
| 第54（24）話 | 1979年4月10日  | パディントンの初舞台             | Paddington Takes the Stage         | ？                                     |
| 第55（25）話 | 1980年4月15日  | 激しくラグビー                   | Paddington in Touch                | パディントンの大切な家族（第10作）     |
| 第56（26）話 | 1980年4月18日  | ルーシーおばさんとお買い物       | Comings and Goings at No.32        | ？                                     |

### 特別編
同じくBBCでテレビスペシャル版が3本制作された。
- パディントン映画に行く（原題：Paddington Goes to the Movies） - 1983年に放映。約25分。原作は第3作「パディントンの一周年記念」内のエピソードを使用。
- パディントン学校に行く（原題：Paddington Goes to School） - 1984年に放映。約25分。原作は第10作「パディントンの大切な家族」内のエピソードを使用。
- パディントンの誕生日プレゼント（原題：Paddington’s Birthday Bonanza） - 1987年に放映。約25分。

## イメージキャラクター
日本では1986年から三井銀行（現：三井住友銀行）のイメージキャラクターに起用された。
本国イギリスでは2000年代にマーマイトのTVCMのイメージキャラクターを勤めていた。パディントンのほのぼのとしたある愛らしさのある世界観で、かつブラック・ユーモアに満ちた展開がある内容で数作作られていた。

## 映像ソフト
ポニーキャニオンより発売。VHSが1994年11月に発売。厳選して各巻5話収録。DVDが2009年5月20日に発売（「 - 冬のおはなし」のみ2010年11月3日に発売）。各巻10話収録。DVDBOX版では、特典映像として「パディントン映画に行く」「パディントン学校に行く」を収録（こちらも単品と同様、2009年5月20日に発売）。
VHS
- パディントン・ベアー1 このクマをよろしく（第1話〜第5話）
- パディントン・ベアー2 お部屋をきれいに（第6話〜第10話）
- パディントン・ベアー3 歯医者さんへ行こう（第11話〜第15話）
- パディントン・ベアー4 パディントン、探偵になる（第19話、第23話〜第25話、第20話）
- パディントン・ベアー5 パディントンご推せん（第28話〜第30話、第46話、第45話）

DVD
- パディントン・ベア このクマをよろしく（第1話〜第10話）
- パディントン・ベア パディントン探偵になる（第11話〜第16話、第19話〜第23話）
- パディントン・ベア パディントンのお庭（第24話〜第34話）
- パディントン・ベア パディントンとミステリーボックス（第35話〜第45話）
- パディントン・ベア パディントンの初舞台（第46話〜第56話）
- パディントン・ベア 冬のおはなし（第17話、第18話、特別エピソード「パディントンの誕生日プレゼント」）